# Walter Lippmann

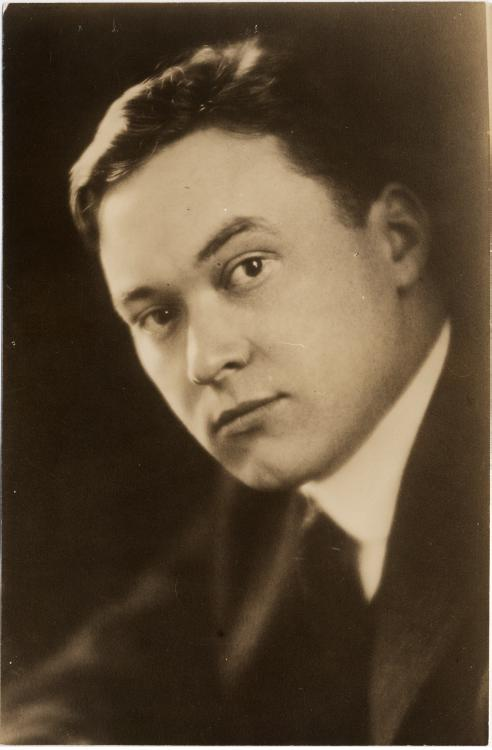
Walter Lippmann 1914.

Walter Lippmann (Nueva York, 23 de septiembre de 1889 - Nueva York, 14 de diciembre de 1974) fue un intelectual estadounidense. Como periodista, comentarista político, crítico de medios y filósofo, intentó reconciliar la tensión existente entre el capitalismo y democracia en el complejo mundo moderno (Liberty and the News, 1920). Obtuvo dos veces el Premio Pulitzer (1958 y 1962) uno por su columna Today and Tomorrow (Hoy y mañana) y otro por su entrevista de 1961 a Nikita Khrushchev.

## Biografía
Hijo de Jacob y Daisy Baum Lippmann, de familia judeo-alemana de clase media alta, pasaba sus vacaciones anuales en Europa. A los 17 años ingresó en la Universidad de Harvard donde se graduó en tres años. Estudió con George Santayana, William James, y Graham Wallas; centrándose en filosofía y lenguas (hablaba francés y alemán además de inglés). Fue miembro de la sociedad Phi Beta Kappa.
En 1913 Lippmann, Herbert Croly, y Walter Weyl fueron los editores fundadores de la revista The New Republic. Durante la Primera Guerra Mundial, Lippmann fue nombrado capitán del ejército el 28 de junio de 1918 y fue asignado a la sección de inteligencia del cuartel general de la AEF en Francia. Fue asignado al personal de Edward M. House en octubre y asignado a la Comisión Americana para negociar la paz en diciembre. Regresó a los Estados Unidos en febrero de 1919 y fue dado de baja inmediatamente. Lippmann llegó a ser consejero del presidente Woodrow Wilson, interviniendo en la redacción de los Catorce Puntos. Desde entonces, Lippmann tuvo amplio acceso a los ámbitos decisorios de la política estadounidense.  Criticó duramente a George Creel , a quien el presidente había designado para dirigir los esfuerzos de propaganda en tiempos de guerra en el Comité de Información Pública . Aunque estaba dispuesto a reprimir sus instintos liberales debido a la guerra, diciendo que no tenía "ninguna creencia doctrinaria en la libertad de expresión ", no obstante le aconsejó a Wilson que la censura "nunca debería confiarse a nadie que no sea tolerante, ni a nadie que no conozca el largo historial de locura que es la historia de la represión".
Aunque él no tenía ninguna simpatía por el comunismo, su secretaria, Mary Price, fue utilizada por la red de espionaje soviético de Jacob Golos para obtener información de fuentes que Lippmann manejaba pero no revelaba en sus artículos.
Junto con Charles Merz, estudió los problemas de inexactitud, sesgo y otros problemas en la forma en que los periódicos cubrían las noticias, en un estudio titulado A Test of the News (1920), centrado en la cobertura de The New York Times hacia la revolución bolchevique. Con el título de uno de sus libros, popularizó el uso del concepto de "guerra fría" (The Cold War, 1947).
Lippmann consideraba que el separatismo nacionalista, la competencia imperialista y los Estados fallidos eran las principales causas de la guerra.  Preveía la eventual decadencia del Estado-nación y su reemplazo por grandes unidades políticas inclusivas y democráticas.
Como solución al problema de los Estados fallidos, propuso la creación de autoridades regionales que proporcionaran control político, así como la educación de la opinión pública para generar apoyo a esos gobiernos regionales. Pidió la creación de organizaciones internacionales para cada región en crisis del mundo: "deberían existir comisiones internacionales permanentes para ocuparse de aquellos puntos de la Tierra donde se originan las crisis mundiales".
Consideró que la creación de los Estados Unidos en 1789 sería un modelo para un Estado mundial o un gobierno supranacional, ya que era posible crear una constitución para poner orden en una zona que de otro modo sería anárquica. El comercio y las interacciones regulares entre personas de diferentes naciones aliviarían los aspectos adversos del nacionalismo.
Tras la salida de su cargo de Henry A. Wallace en septiembre de 1946, Lippmann se convirtió en la principal voz pública que mantenía la necesidad de respetar la esfera de influencia de la Unión Soviética en Europa, oponiéndose a la estrategia de contención por la que abogaban otras personalidades, como George F. Kennan.
Lippmann fue consejero informal de varios presidentes. Su relación con Lyndon Johnson sobre la forma tratar la Guerra de Vietnam fue particularmente crítica, a pesar de lo cual, el 4 de septiembre de 1964 le otorgó la Medalla Presidencial de la Libertad.

## Instituciones que llevan su nombre
Una reunión de intelectuales en París en 1938 convocada por el filósofo francés Louis Rougier, fue denominada Colloque Walter Lippmann en su honor. La Walter Lippmann House de la Universidad de Harvard acoge la Nieman Foundation for Journalism (Fundación Nieman para el periodismo).

## Pensamiento
Lippmann denunciaba la tendencia de los periodistas a generalizar en su tratamiento de las personas basándose en ideas fijas. Argumentaba que todos, incluidos los periodistas, están más dispuestos a creer las imágenes mentales preexistentes (the pictures in their heads) que a llegar a un juicio por el pensamiento crítico. Escribió que, como humanos, condensamos las ideas en símbolos, y el periodismo, una fuerza rápidamente convertida en mass media (medio de comunicación de masas), es un método poco efectivo para educar al público. Incluso aunque los periodistas mejoraran su trabajo de informar al público sobre temas importantes, Lippmann creía que la masa del público lector no está interesada en aprender y asimilar los resultados de una apropiada investigación. Los ciudadanos estaban demasiado centrados en sí mismos como para preocuparse de los asuntos públicos y políticos, excepto para presionar en asuntos locales.
Lippmann veía el propósito del periodismo como "trabajo de inteligencia" (intelligence work -reunión de información, de modo similar a la de la inteligencia militar-). Dentro de este papel, los periodistas son el enlace entre los agentes políticos y el público. Un periodista busca hechos en los agentes políticos, los transmite a los ciudadanos y estos forman una opinión pública. En este modelo, la información puede usarse para mantener la responsabilidad de los agentes políticos frente a los ciudadanos. Esta teoría ha recibido como crítica el ser propia de la sociedad industrial de la primera mitad del siglo XX, por lo que necesitaría ser replanteada para adaptarse a la sociedad postindustrial de finales del siglo XX.
Aún considerándose periodista, no consideraba sinónimos la verdad y la noticia. Para él la función de la noticia es señalar un hecho, la función de la verdad es traer a la luz los hechos ocultos, ponerlos en relación uno con otro, y hacer un cuadro de la realidad sobre el que los hombres puedan actuar. La versión de la verdad de un periodista es subjetiva y limitada a cómo él construye su realidad. Las noticias, por tanto, son imperfectamente registradas y demasiado frágiles para soportar la carga de ser un órgano de democracia directa.
Pensaba que los ideales democráticos se habían deteriorado, que los votantes eran esencialmente ignorantes sobre las políticas y los temas de debate público, que carecían de competencia para participar en la vida pública y que se preocupaban bien poco de participar en el proceso político. En Public Opinion (1922), Lippmann notó que la estabilidad de los gobiernos que se alcanzó durante la era del patronazgo en el siglo XIX quedó amenazada por la realidad moderna. Escribió que una clase gobernante debía alzarse para enfrentar esos nuevos desafíos. Veía al público como lo hizo Platón, como una gran bestia o rebaño desconcertado que se debatía en el caos de las opiniones locales.
El problema básico de la democracia, escribió, fue la exactitud de las noticias y la protección de las fuentes. Sostuvo que la información distorsionada era inherente a la mente humana. La gente toma decisiones antes de definir los hechos, mientras que el ideal sería reunir y analizar los hechos antes de llegar a conclusiones; pues sería posible sanear la información contaminada analizándola primero. Lippmann sostuvo que ver a través de estereotipos (término que acuñó en este sentido específico) nos somete a verdades parciales. Lippmann llamaba un falso ideal al concepto de un público competente para dirigir los asuntos públicos. Comparó la habilidad política de un hombre promedio a la capacidad crítica de un espectador que entrara en el teatro a mitad del tercer acto y se va antes de caer el telón.
Al principio, Lippmann proponía que el rebaño de los ciudadanos debía ser gobernado por una clase especializada cuyos intereses fueran más allá de lo local. Esta clase estaría compuesta por expertos, especialistas y funcionarios. Los expertos, a quienes suele referirse como élites, serían una maquinaria de conocimiento que eludiría el principal defecto de la democracia, el ideal imposible del "ciudadano omnicompetente". Más tarde, en The Phantom Public (1925), reconoció que la clase de los expertos sería también, en muchos aspectos, lega en cualquier problema en particular y, por tanto, incapaz de una acción eficaz. El filósofo John Dewey (1859-1952) estuvo de acuerdo con las afirmaciones de Lippmann que el mundo moderno se estaba volviendo demasiado complejo para que todos los ciudadanos comprendieran todos sus aspectos, pero Dewey, a diferencia de Lippmann, creía que el público (un compuesto de muchos "públicos" dentro de la sociedad) podría formar una "gran comunidad" (Great Community), que podría llegar a ser educada en cada asunto, llegar a establecer juicios y soluciones a los problemas sociales. Este tema crucial se desarrolló como uno de los tópicos del pensamiento político y social del periodo de entreguerras, como por ejemplo, las ideas de José Ortega y Gasset expresadas en La rebelión de las masas (1930) o las de Oswald Spengler en La decadencia de Occidente (1918-1923).

## La fabricación del consentimiento
Noam Chomsky y Edward S. Herman usaron uno de los lemas más importantes de Lippmann (Manufacture of Consent -la fabricación del consentimiento-) para el título de su obra, muy crítica con los puntos de vista de Lippmann sobre los medios:Manufacturing Consent: The Political Economy of the Mass Media (1988, editada en castellano como Los guardianes de la libertad en 1990 -véase también consenso manufacturado-). 

El concepto de Bernays y Lippmann de manejar a las masas contaminó la democracia y la convirtió en un paliativo: Dar a la gente un medicamento para que se sientan bien y que pueda responder a un dolor inmediato, sin alterar las condiciones objetivas que lo crean.

## Muerte
Lippmann falleció en la Ciudad de Nueva York de un paro cardíaco en 1974.

## Obras
Varios de los enlaces en rojo existen como artículos en la Wikipedia en inglés.
- A Preface to Politics(1913) ISBN 1-59102-292-4
  - A Preface to Politics en el Proyecto Gutenberg
- Drift and Mastery (1914) ISBN 0-299-10604-7
- The Stakes of Diplomacy (1915)
- The Political Scene (1919)
- Liberty and the News (1920) [Trad. esp.: Walter Lippmann: Libertad y prensa. Madrid, Tecnos (Colección Clásicos del Pensamiento), LVII + 110 págs. (ISBN 978-84-309-5216-8). ]
- Public Opinion (1922) ISBN 0-02-919130-0
  - Public Opinion en el Proyecto Gutenberg
- The Phantom Public (1925) ISBN 1-56000-677-3
- Men of Destiny (1927) ISBN 0-295-95026-9
- American Inquisitors (1928)
- A Preface to Morals (1929) ISBN 0-87855-907-8
- Interpretations 1931-1932 (1932)
- The Method of Freedom (1934) out-of-print
- The New Imperative (1935)
- Interpretations 1933-1935 (1936)
- The Good Society (1937) ISBN 0-7658-0804-8
- U.S. Foreign Policy: Shield of the Republic (1943)
- U.S. War Aims (1944)
- The Cold War (1947) ISBN 0-06-131723-3
- Essays in the Public Philosophy (1955) ISBN 0-88738-791-8

En colaboración con William O. Scroggs
- The United States in World Affairs 1931 (1932)
- The United States in World Affairs 1932 (1933)